# U.S. National Indoor Tennis Championships
Lo U.S. National Indoor Tennis Championships, conosciuto anche come Memphis Open, è stato un torneo di tennis disputatosi a Memphis, nei campi indoor in cemento del Racquet Club of Memphis, solitamente nel mese di febbraio.
Il torneo aveva più di cento anni ed è stato un torneo combined fino al 2014, quando il torneo è diventato parte solo dell'ATP Tour e non più del WTA Tour.

## Storia

### Torneo maschile
Il torneo maschile inizia nel marzo del 1898 quando venne disputata l'edizione inaugurale del torneo al Newton Winter Tennis Club di Newton Centre nel Massachusetts. Leo Ware vinse il primo titolo sconfiggendo in finale Holcombe Ward in 3 set. Nel 1899 non si disputò alcun torneo maschile ma nel 1900 venne aggiunto il torneo di doppio maschile e l'evento venne spostato al Seventh Regiment Armory di Manhattan, New York dove rimase fino al 1963 con l'eccezione del 1941 quando venne giocato a Oklahoma City. Dal 1942 al 1945 non fu disputato a causa della seconda guerra mondiale. Nel 1964 si spostò a Salisbury nel Maryland e fu organizzato da Bill Riordan, manager di Jimmy Connors. Nel 1977 venne definitivamente spostato a Memphis sui campi del Racquet Club of Memphis che rimase la sede della manifestazione fino alla sua cancellazione. Il torneo maschile ha fatto parte del Grand Prix dal 1976 al 1989 per entrare a far parte dell'ATP Tour nel 1990. Per motivi di sponsorizzazione era conosciuto come Regions Morgan Keegan Championships and the Cellular South Cup, nome che distingueva i tornei maschili da quelli femminili attraverso due nomi e due sponsor differenti. Il Regional Morgan Keegan Championships (a volte abbreviato in RMK Championships) era un torneo maschile organizzato dall'ATP nato nel 1976 precedentemente conosciuto nell'ordine come United States Indoor Championships, Kroger St, Jude Championship e Volvo Championships. Dal 2014 il torneo è stato rimpiazzato dal Rio 500 ed è stato declassato a torneo della categoria 250.

### Torneo femminile
La prima edizione del torneo femminile venne disputata nel 1907 e si unì a quello maschile per formare un evento combined giocato al Seventh Regiment Armory. Elisabeth Moore fu la prima vincitrice del titolo di singolare femminile. Il doppio femminile venne aggiunto nel 1908. I tornei femminili vennero giocati a New York negli anni 1907–1920, 1934–1940, 1947–1953 e al Longwood Cricket Club di Chestnut Hill nel Massachusetts negli anni 1921–1933, 1941–1946, 1954–1966. Dal 1967 al 1972 il torneo si spostò a Winchester. Nel 2002 entrò a far parte del circuito WTA Tour di Oklahoma City trasferendosi a Memphis insieme a quello maschile e venne chiamato The Cellular South Cup fino al  2012, quando terminata la sponsorizzazione venne ridato al torneo il nome storico di U.S. National Indoor Tennis Championships o Memphis International. L'edizione 2013 fu l'ultima del torneo femminile.

## Albo d'oro

### Singolare maschile
| località      | Anno       | Campione                                            | Finalista                                           | Punteggio                                           |
| ------------- | ---------- | --------------------------------------------------- | --------------------------------------------------- | --------------------------------------------------- |
| Newton Center | 1898       | Leo Ware                                            | Holcombe Ward                                       | 7–5, 7–5, 6–1                                       |
| Newton Center | 1899       | Non disputato                                       | Non disputato                                       | Non disputato                                       |
| New York      | 1900       | John A. Allen                                       | Calhoun Cragin                                      | 6–1, 1–6, 6–4, 6–3                                  |
| New York      | 1901       | Holcombe Ward                                       | Calhoun Cragin                                      | 11–9, 6–2, 6–3                                      |
| New York      | 1902       | Jahial Parmly Paret                                 | Wylie Cameron Grant                                 | 4–6, 9–7, 1–6, 8–6, 6–4                             |
| New York      | 1903       | Wylie Cameron Grant (1)                             | Calhoun Cragin                                      | 6–3, 6–4, 6–1                                       |
| New York      | 1904       | Wylie Cameron Grant (2)                             | C. Carleton Kelly                                   | 8–6, 6–3, 5–7, 6–8, 7–5                             |
| New York      | 1905       | Edward Dewhurst                                     | Wylie Cameron Grant                                 | 6–3, 8–6, 6–4                                       |
| New York      | 1906       | Wylie Cameron Grant (3)                             | Edwin Fischer                                       | 6–4, 6–2, 8–6                                       |
| New York      | 1907       | Theodore Pell (1)                                   | Wylie Cameron Grant                                 | 3–6, 6–3, 6–2, 1–6, 6–0                             |
| New York      | 1908       | Wylie Cameron Grant (4)                             | Gustave Touchard                                    | 6–4, 3–6, 6–2, 6–4                                  |
| New York      | 1909       | Theodore Pell (2)                                   | George Shafer                                       | 6–3, 6–3, 6–4                                       |
| New York      | 1910       | Gustave Touchard (1)                                | Reuben A. Holden III                                | 6–1, 3–6, 7–9, 6–1, 6–4                             |
| New York      | 1911       | Theodore Pell (3)                                   | William Cragin                                      | 6–2, 6–3, 6–4                                       |
| New York      | 1912       | Wylie Cameron Grant (5)                             | William Cragin                                      | 6–1, 6–3, 6–3JR.                                    |
| New York      | 1913       | Gustave Touchard (2)                                | George Shafer                                       | 6–4, 3–6, 6–3, 6–4                                  |
| New York      | 1914       | Gustave Touchard (3)                                | William Rosenbaum                                   | 6–2, 6–2, 4–6, 6–2                                  |
| New York      | 1915       | Gustave Touchard (4)                                | Arthur M. Lovibond                                  | 6–3, 6–2, 3–6, 6–2                                  |
| New York      | 1916       | Robert Lindley Murray                               | Aldrick Man                                         | 6–2, 6–2, 7–5                                       |
| New York      | 1917       | Samuel Howard Voshell (1)                           | Clifton Herd                                        | 7–5, 6–3, 6–3                                       |
| New York      | 1918       | Samuel Howard Voshell (2)                           | Fred Alexander                                      | 7–5, 6–2, 8–6                                       |
| New York      | 1919       | Vincent Richards (1)                                | Bill Tilden                                         | 3–6, 8–6, 6–8, 6–1, 6–4                             |
| New York      | 1920       | Bill Tilden                                         | Vincent Richards                                    | 10–8, 6–3, 6–1                                      |
| New York      | 1921       | Frank Anderson                                      | Fred Anderson                                       | 6–2, 6–1, 6–3                                       |
| New York      | 1922       | Frank Hunter (1)                                    | Frank Anderson                                      | 6–4, 1–6, 7–5, 6–2                                  |
| New York      | 1923       | Vincent Richards (2)                                | Frank Hunter                                        | 6–1, 6–3, 7–5                                       |
| New York      | 1924       | Vincent Richards (3)                                | Frank Hunter                                        | 8–6, 6–2, 3–6, 6–3                                  |
| New York      | 1925       | Jean Borotra (1)                                    |                                                     |                                                     |
| New York      | 1926       | René Lacoste                                        | Jean Borotra                                        | 15–13, 6–3, 2–6, 6–2                                |
| New York      | 1927       | Jean Borotra (2)                                    | Jacques Brugnon                                     | 6–2, 6–4, 6–3                                       |
| New York      | 1928       | William Aydelotte                                   | Julius Seligson                                     | 2–6, 6–1, 3–6, 6–4, 6–2                             |
| New York      | 1929       | Jean Borotra (3)                                    | Frank Hunter                                        | 6–4, 6–0, 4–6, 8–6                                  |
| New York      | 1930       | Frank Hunter (2)                                    | Julius Seligson                                     | 6–3, 6–2, 6–2                                       |
| New York      | 1931       | Jean Borotra (4)                                    | Berkeley Bell                                       | 6–1, 3–6, 6–4, 3–6, 6–4                             |
| New York      | 1932       | Gregory Mangin (1)                                  | Frank Shields                                       | 10–8, 2–6, 6–4, 6–3                                 |
| New York      | 1933       | Gregory Mangin (2)                                  | Cliff Sutter                                        | 6–1, 6–3, 2–6, 3–6, 6–2                             |
| New York      | 1934       | Lester Stoefen                                      | Gregory Mangin                                      | 6–1, 8–6, 6–4                                       |
| New York      | 1935       | Gregory Mangin (3)                                  | Berkeley Bell                                       | 8–6, 7–5, 2–6, 0–6, 6–2                             |
| New York      | 1936       | Gregory Mangin (4)                                  | Leonard Hartman                                     | 6–1, 6–3, 4–6, 6–3                                  |
| New York      | 1937       | Frank Parker                                        | Frank Bowden                                        | 6–4, 6–4, 1–6, 4–6, 6–1                             |
| New York      | 1938       | Don McNeill (1)                                     | Frank Bowden                                        | 9–7, 3–6, 6–4, 7–5                                  |
| New York      | 1939       | Wayne Sabin                                         | Frank Bowden                                        | 6–3, 5–7, 6–3, 6–1                                  |
| New York      | 1940       | Bobby Riggs                                         | Don McNeill                                         | 3–6, 6–1, 6–4, 2–6, 6–2                             |
| New York      | 1941       | Frank Kovacs                                        | Wayne Sabin                                         | 6–0, 6–4, 6–2                                       |
| New York      | 1942- 1945 | Nessun torneo a causa della Seconda guerra mondiale | Nessun torneo a causa della Seconda guerra mondiale | Nessun torneo a causa della Seconda guerra mondiale |
| New York      | 1946       | Pancho Segura                                       | Don McNeill                                         | 1–6, 6–3, 6–4, 7–5                                  |
| New York      | 1947       | Jack Kramer                                         | Bob Falkenburg                                      | 6–1, 6–2, 6–2                                       |
| New York      | 1948       | Bill Talbert (1)                                    | Sid Schwartz                                        | 4–6, 8–6, 9–7, 6–2                                  |
| New York      | 1949       | Pancho Gonzales                                     | Bill Talbert                                        | 10–8, 6–0, 4–6, 9–7                                 |
| New York      | 1950       | Donald McNeill (2)                                  | Fred Kovaleski                                      | 11–9, 4–6, 6–2, 6–2                                 |
| New York      | 1951       | Bill Talbert (2)                                    | Straight Clark                                      | 6–4, 6–8, 3–6, 6–2, 6–3                             |
| New York      | 1952       | Dick Savitt (1)                                     | Bill Talbert                                        | 6–4, 6–3, 6–4                                       |
| New York      | 1953       | Art Larsen                                          | Kurt Nielsen                                        | 5–7, 6–4, 6–3, 6–3                                  |
| New York      | 1954       | Sven Davidson                                       | Kurt Nielsen                                        | 3–6, 6–1, 6–1, 6–4                                  |
| New York      | 1955       | Tony Trabert                                        | Ham Richardson                                      | 11–13, 7–5, 9–7, 6–3                                |
| New York      | 1956       | Ulf Schmidt                                         | Sven Davidson                                       | 6–1, 6–3, 8–10, 6–3                                 |
| New York      | 1957       | Kurt Nielsen                                        | Herbie Flam                                         | 4–6, 6–1, 6–4, 6–4                                  |
| New York      | 1958       | Dick Savitt (2)                                     | Budge Patty                                         | 6–1, 6–2, 3–6, 12–10                                |
| New York      | 1959       | Alex Olmedo                                         | Dick Savitt                                         | 7–9, 6–3, 4–6, 5–7, 12–10                           |
| New York      | 1960       | Barry MacKay                                        | Dick Savitt                                         | 6–2, 2–6, 10–12, 6–1, 6–4                           |
| New York      | 1961       | Dick Savitt (3)                                     | Whitney Reed                                        | 6–2, 11–9, 6–3                                      |
| New York      | 1962       | Chuck McKinley (1)                                  | Whitney Reed                                        | 4–6, 6–3, 4–6, 9–7, 10–8                            |
| New York      | 1963       | Dennis Ralston                                      | Mike Sangster                                       | 7–5, 4–6, 6–3, 10–8                                 |
| Salisbury     | 1964       | Chuck McKinley (2)                                  | Dennis Ralston                                      | 15–13, 6–2, 6–8, 3–6, 6–3                           |
| Salisbury     | 1965       | Jan-Erik Lundquist                                  | Dennis Ralston                                      | 4–6, 13–11, 6–4, 11–9                               |
| Salisbury     | 1966       | Charlie Pasarell (1)                                | Ron Holmberg                                        | 12–10, 10–8, 8–6                                    |
| Salisbury     | 1967       | Charlie Pasarell (2)                                | Arthur Ashe                                         | 13–11, 6–2, 2–6, 9–7                                |
| Salisbury     | 1968       | Cliff Richey                                        | Clark Graebner                                      | 6–4, 6–4, 6–4                                       |
| Salisbury     | 1969       | Stan Smith (1)                                      | Ismail El Shafei                                    | 6–3, 6–8, 6–4, 6–4                                  |
| Salisbury     | 1970       | Ilie Năstase (1)                                    | Cliff Richey                                        | 6–8, 3–6, 6–4, 9–7, 6–0                             |
| Salisbury     | 1971       | Clark Graebner                                      | Cliff Richey                                        | 2–6, 7–6, 1–6, 7–6, 6–0                             |
| Salisbury     | 1972       | Stan Smith (2)                                      | Ilie Năstase                                        | 5–7, 6–2, 6–3, 6–4                                  |
| Salisbury     | 1973       | Jimmy Connors (1)                                   | Karl Meiler                                         | 3–6, 7–6, 7–6, 6–3                                  |
| Salisbury     | 1974       | Jimmy Connors (2)                                   | Frew McMillan                                       | 6–4, 7–5, 6–3                                       |
| Salisbury     | 1975       | Jimmy Connors (3)                                   | Vitas Gerulaitis                                    | 5–7, 7–5, 6–1, 3–6, 6–0                             |
| Salisbury     | 1976       | Ilie Năstase (2)                                    | Jimmy Connors                                       | 6–2, 6–3, 7–6(7)                                    |
| Memphis       | 1977       | Björn Borg                                          | Brian Gottfried                                     | 6–4, 6–3, 4–6, 7–5                                  |
| Memphis       | 1978       | Jimmy Connors (4)                                   | Tim Gullikson                                       | 7–6, 6–3                                            |
| Memphis       | 1979       | Jimmy Connors (5)                                   | Arthur Ashe                                         | 6–4, 5–7, 6–3                                       |
| Memphis       | 1980       | John McEnroe                                        | Jimmy Connors                                       | 7–6, 7–6(6)                                         |
| Memphis       | 1981       | Gene Mayer                                          | Roscoe Tanner                                       | 6–2, 6–4                                            |
| Memphis       | 1982       | Johan Kriek                                         | John McEnroe                                        | 6–3, 3–6, 6–4                                       |
| Memphis       | 1983       | Jimmy Connors (6)                                   | Gene Mayer                                          | 7–5, 6–0                                            |
| Memphis       | 1984       | Jimmy Connors (7)                                   | Henri Leconte                                       | 6–3, 4–6, 7–5                                       |
| Memphis       | 1985       | Stefan Edberg (1)                                   | Yannick Noah                                        | 6–1, 6–0                                            |
| Memphis       | 1986       | Brad Gilbert (1)                                    | Stefan Edberg                                       | 7–5, 7–6                                            |
| Memphis       | 1987       | Stefan Edberg (2)                                   | Jimmy Connors                                       | 6–3, 2–1 ritiro                                     |
| Memphis       | 1988       | Jimmy Connors (8)                                   | Mikael Pernfors                                     | 6–4, 6–4, 7–5                                       |
| Memphis       | 1989       | Brad Gilbert (2)                                    | Johan Kriek                                         | 6–2, 6–2, ritiro                                    |
| Memphis       | 1990       | Michael Stich                                       | Wally Masur                                         | 6–7, 6–4, 7–6                                       |
| Memphis       | 1991       | Jimmy Connors (9)                                   | Michael Stich                                       | 7–5, 6–3                                            |
| Memphis       | 1992       | MaliVai Washington                                  | Wayne Ferreira                                      | 6–3, 6–2                                            |
| Memphis       | 1993       | Jim Courier                                         | Todd Martin                                         | 5–7, 7–6(4), 7–6(4)                                 |
| Memphis       | 1994       | Todd Martin (1)                                     | Brad Gilbert                                        | 6–4, 7–5                                            |
| Memphis       | 1995       | Todd Martin (2)                                     | Paul Haarhuis                                       | 7–6(2), 6–4                                         |
| Memphis       | 1996       | Pete Sampras                                        | Todd Martin                                         | 6–4, 7–6(2)                                         |
| Memphis       | 1997       | Michael Chang                                       | Todd Woodbridge                                     | 6–3, 6–4                                            |
| Memphis       | 1998       | Mark Philippoussis (1)                              | Michael Chang                                       | 6–3, 6–2                                            |
| Memphis       | 1999       | Tommy Haas (1)                                      | Jim Courier                                         | 6–4, 6–1                                            |
| Memphis       | 2000       | Magnus Larsson                                      | Byron Black                                         | 6–2, 1–6, 6–3                                       |
| Memphis       | 2001       | Mark Philippoussis (2)                              | Davide Sanguinetti                                  | 6–3, 6(5)–7, 6–3                                    |
| Memphis       | 2002       | Andy Roddick (1)                                    | James Blake                                         | 6–4, 3–6, 7–5                                       |
| Memphis       | 2003       | Taylor Dent                                         | Andy Roddick                                        | 6–1, 6–4                                            |
| Memphis       | 2004       | Joachim Johansson                                   | Nicolas Kiefer                                      | 7–6(5), 6–3                                         |
| Memphis       | 2005       | Kenneth Carlsen                                     | Maks Mirny                                          | 7–5, 7–5                                            |
| Memphis       | 2006       | Tommy Haas (2)                                      | Robin Söderling                                     | 6–3, 6–2                                            |
| Memphis       | 2007       | Tommy Haas (3)                                      | Andy Roddick                                        | 6–3, 6–2                                            |
| Memphis       | 2008       | Steve Darcis                                        | Robin Söderling                                     | 6–3, 7–6(5)                                         |
| Memphis       | 2009       | Andy Roddick (2)                                    | Radek Štěpánek                                      | 7–5, 7–5                                            |
| Memphis       | 2010       | Sam Querrey                                         | John Isner                                          | 6(3)–7, 7–6(5), 6–3                                 |
| Memphis       | 2011       | Andy Roddick (3)                                    | Milos Raonic                                        | 7–6(7), 6(11)–7, 7–5                                |
| Memphis       | 2012       | Jürgen Melzer                                       | Milos Raonic                                        | 7–5, 7–6(4)                                         |
| Memphis       | 2013       | Kei Nishikori (1)                                   | Feliciano López                                     | 6–2, 6–3                                            |
| Memphis       | 2014       | Kei Nishikori (2)                                   | Ivo Karlović                                        | 6–4, 7–6(0)                                         |
| Memphis       | 2015       | Kei Nishikori (3)                                   | Kevin Anderson                                      | 6–4, 6–4                                            |
| Memphis       | 2016       | Kei Nishikori (4)                                   | Taylor Fritz                                        | 6–4, 6–4                                            |
| Memphis       | 2017       | Ryan Harrison                                       | Nikoloz Basilašvili                                 | 6–1, 6–4                                            |

### Doppio maschile
| località  | Anno | Campioni                                      | Finalisti                             | Punteggio           |
| Salisbury |      |                                               |                                       |                     |
| --------- | ---- | --------------------------------------------- | ------------------------------------- | ------------------- |
| Salisbury | 1969 | Stan Smith (1) Bob Lutz                       | Charlie Pasarell Ron Holmberg         | 7–9, 8–6, 6–4       |
| Salisbury | 1970 | Stan Smith (2) Arthur Ashe                    | Brian Fairlie Onny Parun              | 6–4, 7–5            |
| Salisbury | 1971 | Juan Gisbert Manuel Orantes (1)               | Clark Graebner Thomaz Koch            | 7–6, 6–2            |
| Salisbury | 1972 | Andrés Gimeno Manuel Orantes (2)              | Juan Gisbert Vladimír Zedník          | 4–6, 6–3, 6–4       |
| Salisbury | 1973 | Clark Graebner Ilie Năstase (1)               | Jürgen Fassbender Juan Gisbert        | 6–2, 6–4            |
| Salisbury | 1974 | Jimmy Connors (1) Frew McMillan               | Byron Bertram Andrew Pattison         | 7–5, 6–2            |
| Salisbury | 1975 | Jimmy Connors (2) Ilie Năstase (2)            | Jan Kodeš Roger Taylor                | 7–6, 6–2            |
| Salisbury | 1976 | Fred McNair (1) Sherwood Stewart (1)          | Steve Krulevitz Trey Waltke           | 6–3, 7–5            |
| Memphis   | 1977 | Sherwood Stewart (2) Fred McNair (2)          | Robert Lutz Stan Smith                | 4–6, 7–6, 7–6       |
| Memphis   | 1978 | Brian Gottfried (1) Raúl Ramírez              | Phil Dent John Newcombe               | 3–6, 7–6, 6–2       |
| Memphis   | 1979 | Tom Okker Wojciech Fibak                      | Frew McMillan Dick Stockton           | 6–1, 6–4            |
| Memphis   | 1980 | John McEnroe Brian Gottfried (2)              | Rod Frawley Tomáš Šmíd                | 6–3, 6–4            |
| Memphis   | 1981 | Gene Mayer Sandy Mayer                        | Mike Cahill Tom Gullikson             | 6–2, 6–4            |
| Memphis   | 1982 | Kevin Curren (1) Steve Denton                 | John McEnroe Peter Fleming            | 6–4, 7–5            |
| Memphis   | 1983 | Peter McNamara Paul McNamee                   | Tim Gullikson Tom Gullikson           | 6–1, 6–1            |
| Memphis   | 1984 | Fritz Buehning Peter Fleming                  | Heinz Günthardt Tomáš Šmíd            | 7–5, 7–6            |
| Memphis   | 1985 | Pavel Složil Tomáš Šmíd                       | Kevin Curren Steve Denton             | 6–7, 7–6, 7–6       |
| Memphis   | 1986 | Ken Flach Robert Seguso                       | Guy Forget Anders Järryd              | 2–6, 7–6, 7–6       |
| Memphis   | 1987 | Anders Järryd Jonas Svensson                  | Sergio Casal Emilio Sánchez           | 6–2, 6–4            |
| Memphis   | 1988 | Kevin Curren (2) David Pate                   | Peter Lundgren Mikael Pernfors        | 6–3, 7–5            |
| Memphis   | 1989 | Paul Annacone Christo van Rensburg            | Scott Davis Tim Wilkison              | 6–4, 6–2            |
| Memphis   | 1990 | Darren Cahill Mark Kratzmann                  | Udo Riglewski Michael Stich           | 6–3, 6–2            |
| Memphis   | 1991 | Michael Stich Udo Riglewski                   | John Fitzgerald Laurie Warder         | 7–5, 6–3            |
| Memphis   | 1992 | Todd Woodbridge (1) Mark Woodforde (1)        | Kevin Curren Gary Muller              | 7–6, 6–1            |
| Memphis   | 1993 | Todd Woodbridge (2) Mark Woodforde (2)        | Jacco Eltingh Paul Haarhuis           | 6–4, 4–6, 6–3       |
| Memphis   | 1994 | Byron Black Jonathan Stark                    | Jim Grabb Jared Palmer                | 7–6, 6–4            |
| Memphis   | 1995 | Jared Palmer Richey Reneberg                  | Tommy Ho Brett Steven                 | 7–5, 6–3            |
| Memphis   | 1996 | Mark Knowles (1) Daniel Nestor (1)            | Todd Woodbridge Mark Woodforde        | 7–6, 1–6, 6–4       |
| Memphis   | 1997 | Ellis Ferreira Patrick Galbraith              | Rick Leach Jonathan Stark             | 6–2, 6–3            |
| Memphis   | 1998 | Todd Woodbridge (3) Mark Woodforde (3)        | Ellis Ferreira David Roditi           | 6–4, 6–2            |
| Memphis   | 1999 | Todd Woodbridge (4) Mark Woodforde (4)        | Sébastien Lareau Alex O'Brien         | 6–4, 7–5            |
| Memphis   | 2000 | Justin Gimelstob Sébastien Lareau             | Jim Grabb Richey Reneberg             | 6–4, 6–4            |
| Memphis   | 2001 | Bob Bryan (1) Mike Bryan (1)                  | Alex O'Brien Jonathan Stark           | 6–2, 6–2            |
| Memphis   | 2002 | Brian MacPhie Nenad Zimonjić                  | Bob Bryan Mike Bryan                  | 6–3, 3–6, [10–4]    |
| Memphis   | 2003 | Mark Knowles (2) Daniel Nestor (2)            | Bob Bryan Mike Bryan                  | 6–2, 7–6            |
| Memphis   | 2004 | Bob Bryan (2) Mike Bryan (2)                  | Jeff Coetzee Chris Haggard            | 6–3, 6–4            |
| Memphis   | 2005 | Simon Aspelin Todd Perry                      | Bob Bryan Mike Bryan                  | 6–4, 6–4            |
| Memphis   | 2006 | Ivo Karlović Chris Haggard                    | James Blake Mardy Fish                | 0–6, 7–5, [10–5]    |
| Memphis   | 2007 | Eric Butorac (1) Jamie Murray                 | Julian Knowle Jürgen Melzer           | 7–5, 6–3            |
| Memphis   | 2008 | Mahesh Bhupathi Mark Knowles (3)              | Sanchai Ratiwatana Sonchat Ratiwatana | 7–6(5), 6–2         |
| Memphis   | 2009 | Mardy Fish Mark Knowles (4)                   | Travis Parrott Filip Polášek          | 7–6(7), 6–1         |
| Memphis   | 2010 | John Isner Sam Querrey                        | Ross Hutchins Jordan Kerr             | 6–4, 6–4            |
| Memphis   | 2011 | Maks Mirny (1) Daniel Nestor (3)              | Eric Butorac Jean-Julien Rojer        | 6–2, 6(6)–7, [10–3] |
| Memphis   | 2012 | Maks Mirny (2) Daniel Nestor (4)              | Ivan Dodig Marcelo Melo               | 4–6, 7–5, [10–7]    |
| Memphis   | 2013 | Bob Bryan (3) Mike Bryan (3)                  | James Blake Jack Sock                 | 6–1, 6–2            |
| Memphis   | 2014 | Eric Butorac (2) Raven Klaasen                | Bob Bryan Mike Bryan                  | 6–4, 6–4            |
| Memphis   | 2015 | Mariusz Fyrstenberg (1) Santiago González (1) | Artem Sitak Donald Young              | 5–7, 7–6(1), [10–8] |
| Memphis   | 2016 | Mariusz Fyrstenberg (2) Santiago González (2) | Steve Johnson Sam Querrey             | 6–4, 6–4            |
| Memphis   | 2017 | Brian Baker Nikola Mektić                     | Ryan Harrison Steve Johnson           | 6–3, 6–4            |

### Singolare femminile
| località      | Anno | Campionessa           | Finalista           | Punteggio        |
| ------------- | ---- | --------------------- | ------------------- | ---------------- |
| Oklahoma City | 1986 | Marcella Mesker       | Lori McNeil         | 6–4, 4–6, 6–3    |
| Oklahoma City | 1987 | Elizabeth Smylie      | Lori McNeil         | 4–6, 6–3, 7–5    |
| Oklahoma City | 1988 | Lori McNeil           | Brenda Schultz      | 6–3, 6–2         |
| Oklahoma City | 1989 | Manon Bollegraf       | Leila Meskhi        | 6–4, 6–4         |
| Oklahoma City | 1990 | Amy Frazier           | Manon Bollegraf     | 6–4, 6–2         |
| Oklahoma City | 1991 | Jana Novotná          | Anne Smith          | 3–6, 6–3, 6–2    |
| Oklahoma City | 1992 | Zina Garrison (1)     | Lori McNeil         | 7–5, 3–6, 7–6    |
| Oklahoma City | 1993 | Zina Garrison (2)     | Patty Fendick       | 6–2, 6–2         |
| Oklahoma City | 1994 | Meredith McGrath      | Brenda Schultz      | 7–6(6), 7–6(4)   |
| Oklahoma City | 1995 | Brenda Schultz (1)    | Elena Lichovceva    | 6–1, 6–2         |
| Oklahoma City | 1996 | Brenda Schultz (2)    | Amanda Coetzer      | 6–3, 6–2         |
| Oklahoma City | 1997 | Lindsay Davenport (1) | Lisa Raymond        | 6–4, 6–2         |
| Oklahoma City | 1998 | Venus Williams (1)    | Joannette Kruger    | 6–3, 6–2         |
| Oklahoma City | 1999 | Venus Williams (2)    | Amanda Coetzer      | 6–3, 6–0         |
| Oklahoma City | 2000 | Monica Seles (1)      | Nathalie Dechy      | 6–1, 7–6(3)      |
| Oklahoma City | 2001 | Monica Seles (2)      | Jennifer Capriati   | 6–3, 5–7, 6–2    |
| Memphis       | 2002 | Lisa Raymond (1)      | Alexandra Stevenson | 4–6, 6–3, 7–6(9) |
| Memphis       | 2003 | Lisa Raymond (2)      | Amanda Coetzer      | 6–3, 6–2         |
| Memphis       | 2004 | Vera Zvonarëva (1)    | Lisa Raymond        | 4–6, 6–4, 7–5    |
| Memphis       | 2005 | Vera Zvonarëva (2)    | Meghann Shaughnessy | 7–6(3), 6–2      |
| Memphis       | 2006 | Sofia Arvidsson       | Marta Domachowska   | 6–2, 2–6, 6–3    |
| Memphis       | 2007 | Venus Williams (3)    | Shahar Peer         | 6–1, 6–1         |
| Memphis       | 2008 | Lindsay Davenport (2) | Ol'ga Govorcova     | 6–2, 6–1         |
| Memphis       | 2009 | Viktoryja Azaranka    | Caroline Wozniacki  | 6–1, 6–3         |
| Memphis       | 2010 | Marija Šarapova       | Sofia Arvidsson     | 6–2, 6–1         |
| Memphis       | 2011 | Magdaléna Rybáriková  | Rebecca Marino      | 6–2, rit.        |
| Memphis       | 2012 | Sofia Arvidsson       | Marina Eraković     | 6–3, 6–4         |
| Memphis       | 2013 | Marina Eraković       | Sabine Lisicki      | 6–1, rit.        |

### Doppio femminile
| località      | Anno | Campionesse                              | Finaliste                                      | Punteggio        |
| ------------- | ---- | ---------------------------------------- | ---------------------------------------------- | ---------------- |
| Oklahoma City | 1986 | Marcella Mesker Pascale Paradis          | Lori McNeil Catherine Suire                    | 2–6, 7–6(1), 6–1 |
| Oklahoma City | 1987 | Svetlana Černeva Larisa Neiland          | Lori McNeil Kim Sands                          | 6–4, 6–4         |
| Oklahoma City | 1988 | Jana Novotná Catherine Suire             | Catarina Lindqvist Tine Scheuer-Larsen         | 6–4, 6–4         |
| Oklahoma City | 1989 | Lori McNeil (1) Betsy Nagelsen McCormack | Elise Burgin Elizabeth Smylie                  | walkover         |
| Oklahoma City | 1990 | Mary Lou Daniels Piatek Wendy White      | Manon Bollegraf Lise Gregory                   | 7–5, 6–2         |
| Oklahoma City | 1991 | Meredith McGrath (1) Anne Smith          | Katrina Adams Jill Hetherington                | 6–2, 6–4         |
| Oklahoma City | 1992 | Lori McNeil (2) Nicole Bradtke           | Katrina Adams Manon Bollegraf                  | 3–6, 6–4, 7–6(6) |
| Oklahoma City | 1993 | Patty Fendick (1) Zina Garrison          | Katrina Adams Manon Bollegraf                  | 6–3, 6–2         |
| Oklahoma City | 1994 | Patty Fendick (2) Meredith McGrath (2)   | Katrina Adams Manon Bollegraf                  | 7–6(3), 6–2      |
| Oklahoma City | 1995 | Nicole Arendt Laura Golarsa              | Katrina Adams Brenda Schultz                   | 6–4, 6–3         |
| Oklahoma City | 1996 | Chanda Rubin Brenda Schultz              | Katrina Adams Debbie Graham                    | 6–4, 6–3         |
| Oklahoma City | 1997 | Rika Hiraki Nana Miyagi                  | Marianne Werdel Witmeyer Tami Whitlinger-Jones | 6–4, 6–1         |
| Oklahoma City | 1998 | Serena Williams Venus Williams           | Cătălina Cristea Kristine Kunce                | 7–5, 6–2         |
| Oklahoma City | 1999 | Lisa Raymond Rennae Stubbs               | Amanda Coetzer Jessica Steck                   | 6–3, 6–4         |
| Oklahoma City | 2000 | Kimberly Po Corina Morariu               | Tamarine Tanasugarn Olena Tatarkova            | 6–4, 4–6, 6–2    |
| Oklahoma City | 2001 | Amanda Coetzer Lori McNeil (3)           | Janet Lee Wynne Prakusya                       | 6–3, 2–6, 6–0    |
| Memphis       | 2002 | Ai Sugiyama Olena Tatarkova              | Melissa Middleton Brie Rippner                 | 6–4, 2–6, 6–0    |
| Memphis       | 2003 | Akiko Morigami Saori Obata               | Alina Židkova Bryanne Stewart                  | 6–1, 6–1         |
| Memphis       | 2004 | Åsa Svensson Meilen Tu                   | Marija Šarapova Vera Zvonarëva                 | 6–4, 7–6(0)      |
| Memphis       | 2005 | Miho Saeki Yuka Yoshida                  | Laura Granville Abigail Spears                 | 6–3, 6–4         |
| Memphis       | 2006 | Lisa Raymond (1) Samantha Stosur         | Viktoryja Azaranka Caroline Wozniacki          | 7–6(2), 6–3      |
| Memphis       | 2007 | Nicole Pratt Bryanne Stewart             | Jarmila Gajdošová Akiko Morigami               | 7–5, 4–6, [10–5] |
| Memphis       | 2008 | Lindsay Davenport Lisa Raymond (2)       | Angela Haynes Mashona Washington               | 6–3, 6–1         |
| Memphis       | 2009 | Viktoryja Azaranka Caroline Wozniacki    | Juliana Fedak Michaëlla Krajicek               | 6–1, 7–6(2)      |
| Memphis       | 2010 | Vania King Michaëlla Krajicek            | Bethanie Mattek-Sands Meghann Shaughnessy      | 7–5, 6–2         |
| Memphis       | 2011 | Ol'ga Govorcova Alla Kudrjavceva         | Andrea Hlaváčková Lucie Hradecká               | 6–3, 4–6, [10–8] |
| Memphis       | 2012 | Andrea Hlaváčková Lucie Hradecká         | Vera Duševina Ol'ga Govorcova                  | 6–3, 6–4         |
| Memphis       | 2013 | Kristina Mladenovic Galina Voskoboeva    | Sofia Arvidsson Johanna Larsson                | 7–6(5), 6–3      |